# Ана Дука
Ана Дукина (Άννα Δούκαινα) је била византијска племкиња с краја 11 и почетка 12. века, сестра византијске царице Ирине Дукине .
Ана Дукина је била друга ћерка протовестијара Андроника Дуке и Марије од Бугарске .  Анин отац је био нећак цара Константина X, а њена мајка Марија је била унука бугарског цара Јована Владислава  Претпоставља се да је Ана рођена око 1068.  1078 . њена сестра Ирена била је удата за Алексија Комнина, који је тако добио подршку породице Дука у борби за престо након абдикације цара Нићифора III Вотанијата .
Ана је била удата за племића Георгија Палеолога , што се догодило и пре владавине њеног зета – у „Алексијади” Ана Комнина прича да је Георгије Палеолог био привучен на страну Алексија Комнина против цара Нићифора III, што се догодило захваљујући утицају његове супруге Ане и његове таште протовестијарисе Марије, која је „корене своје породице имала у Бугарској“.  Овај одломак из „Алексијаде“ прецизно доказује порекло жене Палеолога из породице Дука и њену блиску везу са женом цара Алексија I Комнина.
Ана Дукина и Георгије Палеолог имали су четири сина: 
- Нићифор Палеолог [6], Севаст
- Андроник Палеолог († 1115/18)  [7]
- Алексије Палеолог [8], генерал под царем Манојлом I
- Михаило Палеолог, Севаст

Успомена на Ану Дукину одаје се у споменику типику манастира „Кехаритомен” и у манастиру „Пантократор”. У првом документу који је написала царица Ирина Дукина око 1116/1118, Ана се јавља међу још живим царичиним рођацима , носи име Ана Дукина и наводи се као сестра царице Ирине , а у манастирском поменику „Пантократор“ из 1136. године Ана се помиње међу умрлим рођацима цара Јована II Комнина  као његова тетка и жена севастијана Георгија Палеолога.  Из садржаја два документа произилази да би смрт Ане Дукине требало да буде између 1118. и 1136. 